# 맬웨어바이트
맬웨어바이트(Malwarebytes, 이전 명칭: Malwarebytes Anti-Malware, 간단히 MBAM)는 마이크로소프트 윈도우, macOS, 안드로이드 OS용 악성 소프트웨어 차단 소프트웨어의 하나로, 악성 소프트웨어를 찾아서 제거한다. 맬웨어바이트 코퍼레이션이 개발한 이 프로그램은 2006년 1월에 처음 출시되었다. 수동으로 악성 소프트웨어를 검사해서 제거하는 무료 버전의 이용이 가능하며 돈을 지불한 버전의 경우 예약 검사, 실시간 보호, 플래시 메모리 스캐너 기능을 추가적으로 제공한다.

## 개요
MBAM은 위장 보안 소프트웨어, 애드웨어, 스파이웨어를 포함한 악성 소프트웨어를 주로 검사하고 제거하는 스캐너이다. MBAM은 열려 있는 모든 파일을 검사하지 않고 일괄 모드로 스캔하며 다른 주문형 악성 소프트웨어 방지 소프트웨어가 컴퓨터에 실행되어 있더라도 간섭을 줄인다.
MBAM은 무료 및 프리미엄 지불 버전으로 이용이 가능하다. 무료 버전은 원하는 경우 사용자가 수동으로 실행할 수 있으며, 지불된 버전은 예약 검사, 파일을 열 때 자동으로 검사, 악성 웹 사이트의 IP 주소 차단, 서비스, 프로그램, 현재 사용 중인 장치 드라이버만 검사를 할 수 있다.
2016년 12월 8일, 맬웨어바이트는 버전 3.0을 공개 출시하였다. 여기에는 악성 소프트웨어, 랜섬웨어, 취약점, 악성 웹사이트 보호를 포함하고 있다.

## 같이 보기
- 인터넷 보안